# Marcelo Picchi
José Dionísio Marcello Salles Picchi', bardziej znany jako Marcelo Picchi (ur. 8 kwietnia 1948 w São Carlos, w stanie São Paulo) – brazylijski aktor telewizyjny i filmowy, model.
Był związany z trupą teatralną Grupo Porão 7, która istniała w jego rodzinnym mieście. W telenoweli W kamiennym kręgu (Ciranda de Pedra, 1981) wystąpił w roli Eduardo.
W późnych latach 90. XX wieku, z dala od telewizji, przez jakiś czas poświęcił się filozofii. Po zdaniu egzaminu pedagogicznego otrzymał dyplom nauczyciela Universidade Federal do Rio de Janeiro. W czerwcu 2000 roku pozował nago dla "G Magazine".
W latach 1974–1985 był żonaty z aktorką Elizabeth Savallą. Mają czterech synów: Thiago Casquela (ur. 5 maja 1976), Diogo (ur. 2 sierpnia 1977) oraz bliźniaki Ciro i Thadeu (ur. 1979).